# Пола Сміт
Пола Сміт (англ. Paula Smith, нар. 10 січня 1957) — колишня американська тенісистка.
Здобула два одиночні та тринадцять парних титулів туру WTA.
Найвищу одиночну позицію світового рейтингу — 48 місце досягла в лютому 1981, парну — 23 місце — в грудні 1984 року. Досягала фіналів турнірів Великого Шолома у парному розряді (1981, з Кенді Рейнолдс) та міксті (1985, з Франсіско Гонсалесом).

## Фінали Туру WTA

### Парний розряд 26 (13–13)
| Легенда           |   |
| Grand Slam        | 0 |
| WTA Championships | 1 |
| Tier I            | 0 |
| Tier II           | 0 |
| Tier III          | 0 |
| Tier IV & V       | 0 |

| Титули за покриттям |   |
| Тверде              | 5 |
| Ґрунт               | 5 |
| Трава               | 1 |
| Килим               | 2 |

| Результат | Ранг | Дата     | Турнір                                                      | Покриття | Партнер         | Опоненти                           | Рахунок       |
| --------- | ---- | -------- | ----------------------------------------------------------- | -------- | --------------- | ---------------------------------- | ------------- |
| Поразка   | 1.   | Сер 1978 | Мастерс Канада, Канада                                      | Тверде   | Кріс О'Ніл      | Регіна Маршикова Пем Тігуарден     | 5–7, 7–6, 2–6 |
| Поразка   | 2.   | Сер 1979 | USCC Indianapolis, U.S.                                     | Ґрунт    | Penny Johnson   | Кеті Джордан Енн Сміт              | 1–6, 0–6      |
| Поразка   | 3.   | Кві 1980 | Гілтон-Гед-Айленд (Південна Кароліна), South Carolina, U.S. | Ґрунт    | Кенді Рейнолдс  | Кеті Джордан Енн Сміт              | 2–6, 1–6      |
| Перемога  | 1.   | Сер 1980 | USCC Indianapolis, U.S.                                     | Ґрунт    | Енн Сміт        | Вірджинія Рузіч Рената Томанова    | 4–6, 6–3, 6–4 |
| Перемога  | 2.   | Жов 1980 | Фінікс, U.S.                                                | Тверде   | Пем Шрайвер     | Енн Кійомура Кенді Рейнолдс        | 6–0, 6–4      |
| Поразка   | 4.   | Лис 1980 | Тампа, Florida, U.S.                                        | Тверде   | Енн Сміт        | Розмарі Касалс Кенді Рейнолдс      | 6–7, 5–7      |
| Перемога  | 3.   | Кві 1981 | Амелія (острів), Florida, U.S.                              | Ґрунт    | Кеті Джордан    | Джоанн Расселл Пем Шрайвер         | 6–3, 5–7, 7–6 |
| Перемога  | 4.   | Тра 1981 | Перуджа, Італія                                             | Ґрунт    | Кенді Рейнолдс  | Кріс Еверт Вірджинія Рузіч         | 7–5, 6–1      |
| Поразка   | 5.   | Тра 1981 | Лугано, Швейцарія                                           | Ґрунт    | Кенді Рейнолдс  | Розалін Феербенк Таня Гартфорд     | 6–2, 1–6, 4–6 |
| Поразка   | 6.   | Чер 1981 | Відкритий чемпіонат Франції з тенісу, Франція               | Ґрунт    | Кенді Рейнолдс  | Розалін Феербенк Таня Гартфорд     | 1–6, 3–6      |
| Поразка   | 7.   | Сер 1981 | USCC Indianapolis, U.S.                                     | Ґрунт    | Сью Баркер      | Джоанн Расселл Вірджинія Рузіч     | 2–6, 2–6      |
| Поразка   | 8.   | Жов 1981 | Дірфілд-Біч, Florida, U.S.                                  | Тверде   | Пем Шрайвер     | Мері-Лу Деніелс Венді Вайт         | 1–6, 6–3, 5–7 |
| Перемога  | 5.   | Тра 1982 | Лугано, Швейцарія                                           | Ґрунт    | Кенді Рейнолдс  | Джоанн Расселл Вірджинія Рузіч     | 6–2, 6–4      |
| Перемога  | 6.   | Сер 1982 | Сан-Дієго, U.S.                                             | Тверде   | Кеті Джордан    | Патрісія Медрадо Клаудія Монтейру  | 6–3, 5–7, 7–6 |
| Перемога  | 7.   | Жов 1982 | Тампа, Florida, U.S.                                        | Тверде   | Енн Кійомура    | Мері-Лу Деніелс Венді Вайт         | 6–2, 6–4      |
| Поразка   | 9.   | Гру 1982 | Іст-Ратерфорд, New Джерсі, U.S.                             | Тверде   | Кенді Рейнолдс  | Мартіна Навратілова Пем Шрайвер    | 4–6, 5–7      |
| Поразка   | 10.  | Лют 1983 | Палм-Біч (Флорида), Florida, U.S.                           | Ґрунт    | Кеті Джордан    | Барбара Поттер Шерон Волш          | 4–6, 6–4, 2–6 |
| Поразка   | 11.  | Бер 1983 | Нашвілл, Tennessee, U.S.                                    | Тверде   | Алісія Молтон   | Розалін Феербенк Кенді Рейнолдс    | 4–6, 6–7      |
| Перемога  | 8.   | Бер 1983 | Піттсбург, Pennsylvania, U.S.                               | Килим    | Кенді Рейнолдс  | Івона Кучиньська Трей Льюїс        | 6–2, 6–2      |
| Поразка   | 12.  | Кві 1983 | Гілтон-Гед-Айленд (Південна Кароліна), South Carolina, U.S. | Ґрунт    | Андреа Єйгер    | Мартіна Навратілова Кенді Рейнолдс | 2–6, 3–6      |
| Поразка   | 13.  | Січ 1984 | Нашвілл, Tennessee, U.S.                                    | Тверде   | Мері-Лу Деніелс | Шеррі Екер Кенді Рейнолдс          | 7–5, 6–7, 6–7 |
| Перемога  | 9.   | Сер 1984 | USCC Indianapolis, U.S.                                     | Ґрунт    | Беверлі Моулд   | Еліз Берджін Джоанн Расселл        | 6–2, 7–5      |
| Перемога  | 10.  | Вер 1984 | Сан-Дієго, U.S.                                             | Тверде   | Бетсі Нагелсен  | Террі Голледей Івона Кучиньська    | 6–2, 6–4      |
| Перемога  | 11.  | Жов 1984 | Брайтон, England                                            | Килим    | Алісія Молтон   | Барбара Поттер Шерон Волш          | 6–7, 6–3, 7–5 |
| Перемога  | 12.  | Січ 1985 | Ginny Championships 1985, U.S.                              | Тверде   | Бетсі Нагелсен  | Крістіан Жоліссен Марселла Мескер  | 6–3, 6–4      |
| Поразка   | 14.  | Лип 1985 | USCC Indianapolis, U.S.                                     | Ґрунт    | Пенні Барг      | Катарина Малеєва Мануела Малеєва   | 6–3, 3–6, 6–4 |

### Мікст 1
| Легенда           |   |
| Grand Slam        | 0 |
| WTA Championships | 0 |
| Tier I            | 0 |
| Tier II           | 0 |
| Tier III          | 0 |
| Tier IV & V       | 0 |

| Результат | Ранг | Дата     | Турнір                                        | Покриття | Партнер            | Опоненти                            | Рахунок       |
| Поразка   | 1.   | Чер 1985 | Відкритий чемпіонат Франції з тенісу, Франція | Ґрунт    | Франсіско Гонсалес | Гайнц Ґюнтгардт Мартіна Навратілова | 6–2, 3–6, 2–6 |